# Belle Gunness
Belle Gunness, född Brynhild Paulsdatter Størseth den 11 november 1859 i Selbu, Norge, död 28 april 1908 (oklart) i La Porte, Indiana, USA, var en norsk-amerikansk seriemördare. Hon var storväxt och fysiskt stark. Hon kan ha dödat båda sina makar och alla sina barn (vid olika tillfällen), men hon är känd för att ha dödat de flesta av sina friare, pojkvänner, och sina två döttrar, Myrtle och Lucy.
Hon tros ha dödat över 20 personer, många av dem var rika, medelålders män med norsk bakgrund som lockats dit av kontaktannonser i tidningar. En av dem, George Anderson, kom undan. Gunness greps aldrig. 1908 brann gården och kvarlevorna efter tre barn och en huvudlös kvinna hittades. Om det faktiskt var Belle Gunness har inte gått att fastställa. Hennes före detta dräng, Ray Lamphere, som dömdes för att ha satt eld på huset, erkände på sin dödsbädd att han hjälpt till att begrava några av hennes offer, några hade slängts i sjön. De ska även ha rest till Chicago för att hitta den kvinna, en hushållerska, som hittades i branden. En norsk kvinna som säger sig vara släkt med Gunness har lämnat DNA-prov som man ska undersöka.